# متحف دار شريط
متحف دار شريّط، هو متحف تونسي يقع في مدينة توزر. أسس المتحف عام 1990 من قبل رجل الأعمال عبد الرزاق شريط كأول متحف خاص في البلاد. يحتوي المتحف عشرة صالات من بينها خرجة، غرفة لتلاوة القرآن، مطبخ، حمّام وغرفة البلور إضافة إلى باحة صغيرة. تعرض مختلف الصالات الحياة اليومية للجهة من خلال تماثيل من الشمع والمنتوجات التقليدية المختلفة كما تحتوي إحدى الصالات على معرض للوحات الزيتية.

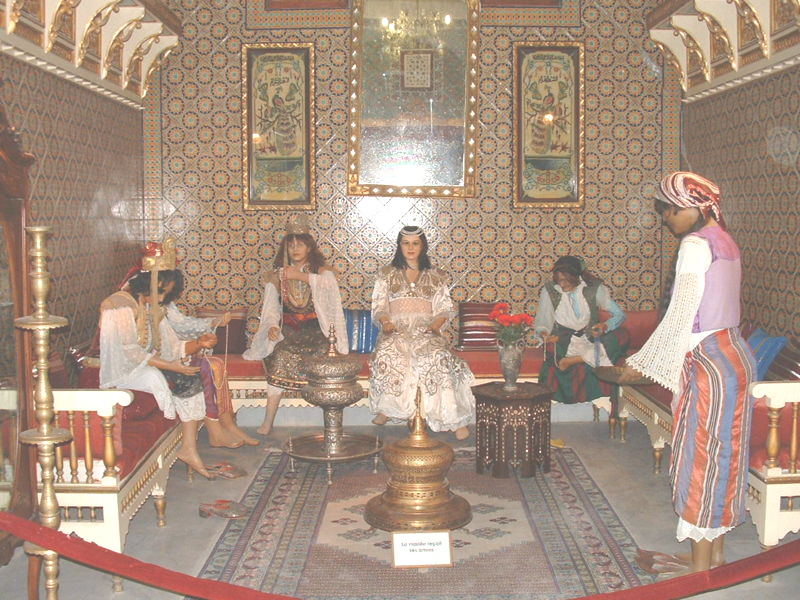
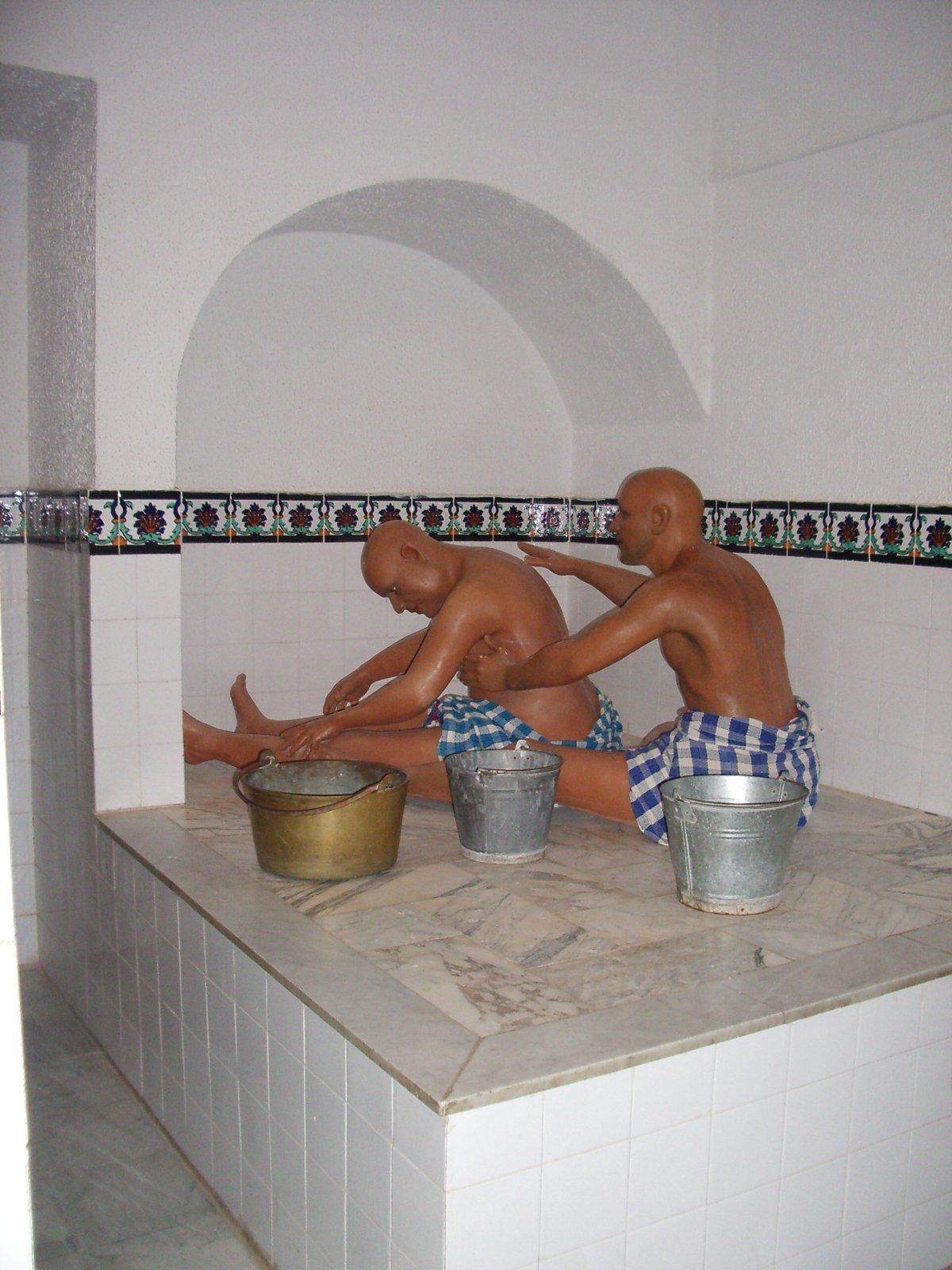
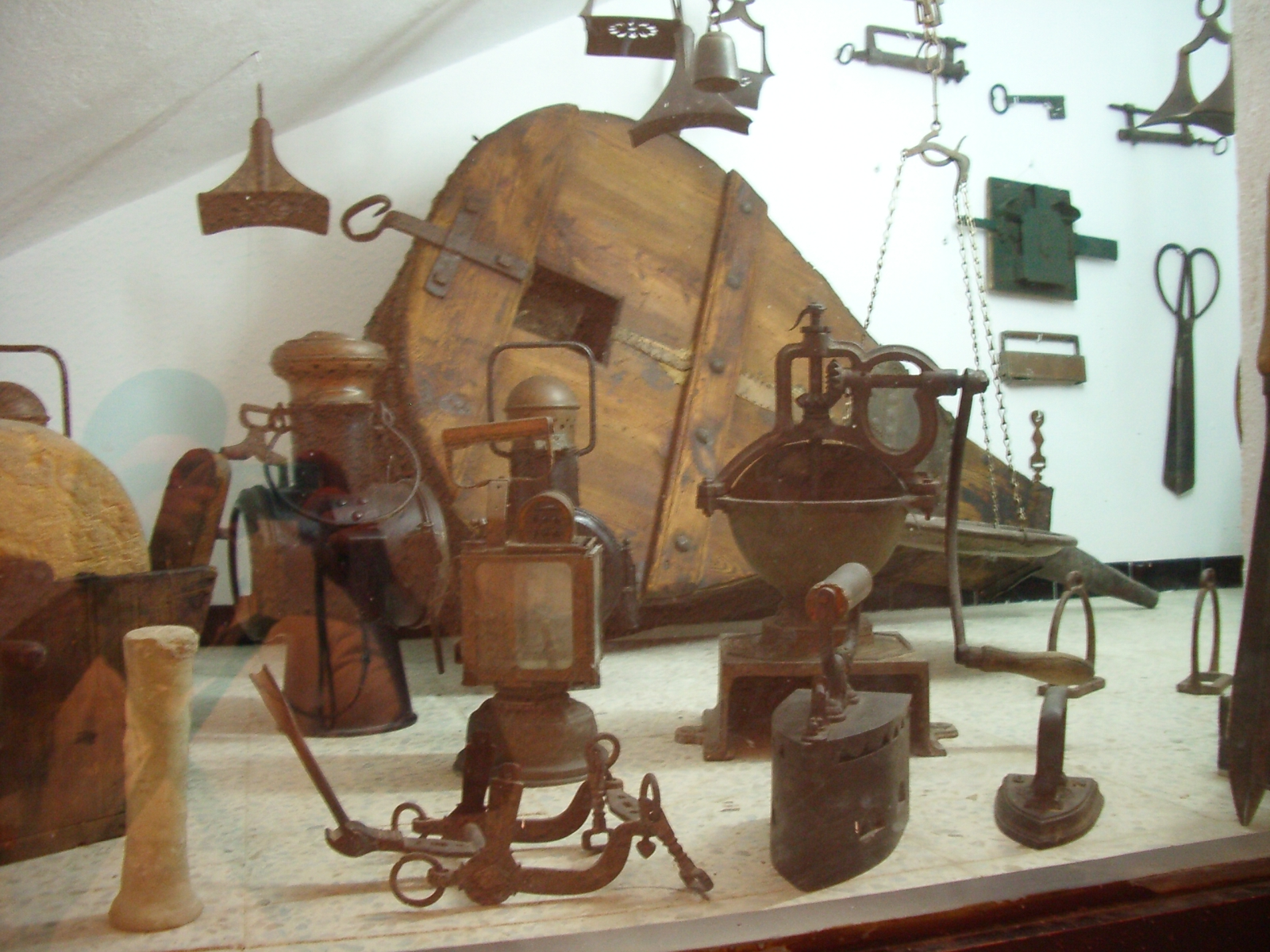
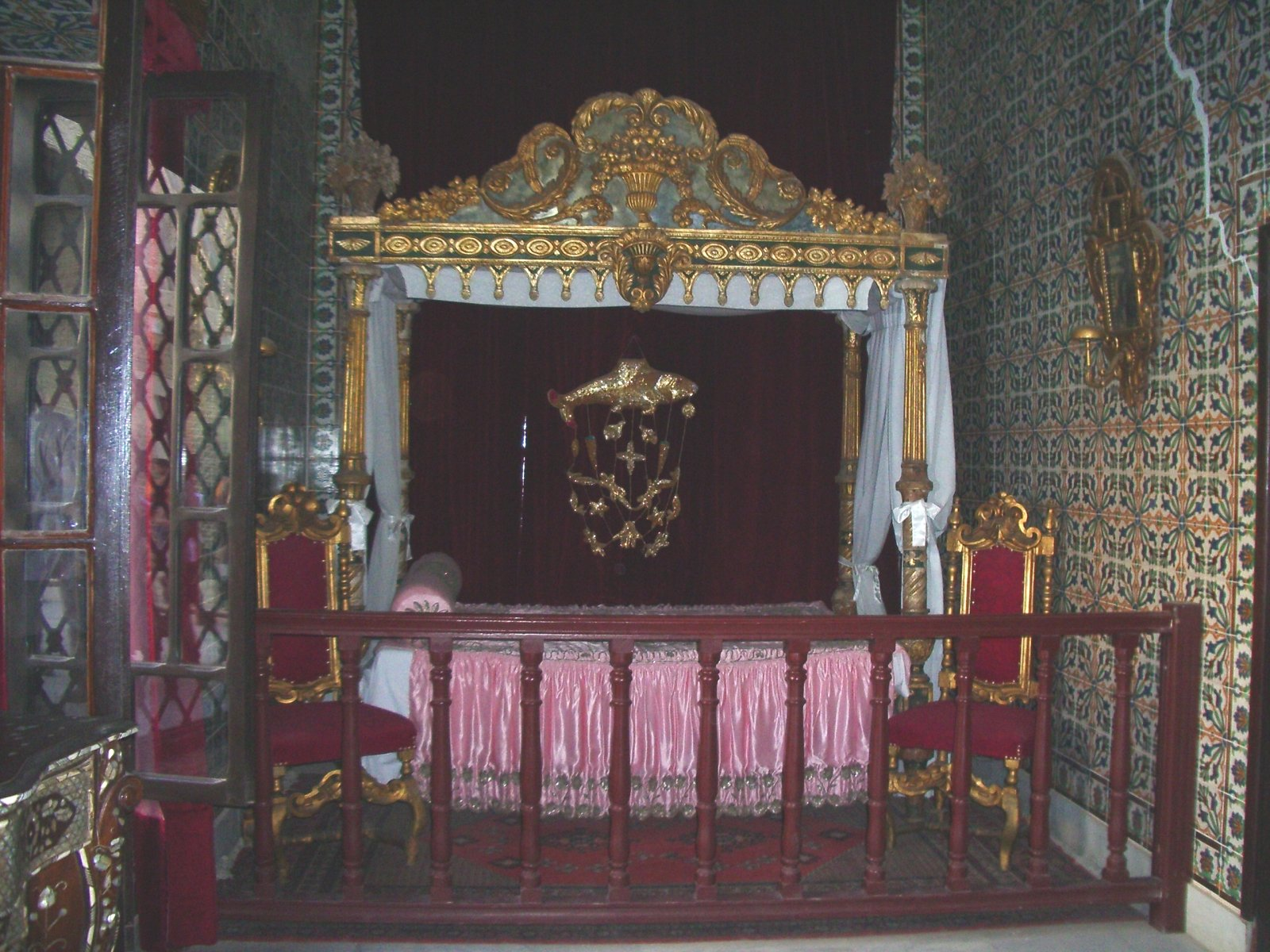

## وصلات خارجية
- متحف دار شريّط